# Martin Wilhelm Kutta
Martin Wilhelm Kutta (alemany: Wilhelm Kutta)  (Byczyna, 3 de novembre de 1867 - Fürstenfeldbruck, 25 de desembre de 1944) va ser un matemàtic alemany, conegut pels seus treballs en aerodinàmica.

## Vida i obra
Nascut a la ciutat de Pischen, Alta Silèsia (actualment anomenada Byczyna, Polònia), els seus pares van morir quan encara era infant i ell i el seu germà van ser acollits per un oncle a Breslau. Kutta va estudiar a les universitats de Berslau (1885-1890) i Múnic (1891-1894). A partir de 1894 va treballar d'assistent de Walther von Dyck a la universitat Tècnica de Múnic. Després d'algunes estances a la universitat de Cambridge, va obtenir el doctorat a Múnic el 1900 amb una tesi sobre les equacions diferencials que conté el que avui s'anomenen mètodes de Runge-Kutta per a la resolució numèrica de les equacions diferencials ordinàries.
Fins al 1909 va ser professor de la universitat Tècnica de Múnic i, després de ser-ho breument de la universitat de Jena i de la universitat Tècnica d'Aquisgrà, va ser nomenat el 1911 professor de la universitat Tècnica de Stuttgart, en la qual va romandre fins a la seva jubilació el 1935.
Kutta és recordat, sobre tot, pels seus treballs en aerodinàmica en col·laboració amb el matemàtic rus Nikolai Jukovski. En els seus estudis sobre l'efecte Magnus van desenvolupar la condició de Kutta i el teorema de Kutta-Jukowski que relacionen la força de sustentació d'un sòlid en una corrent d'un fluid amb la velocitat i densitat d'aquest fluid.